# Isak Persson
Isak Persson, född 2 april 1995, är en svensk friidrottare med specialisering på hoppgrenar, främst tresteg och höjdhopp. Han tävlar för Örgryte IS i Göteborg. Hans personbästa i tresteg är 15.96, och sattes vid Lag-SM i Göteborg den 6 augusti 2020. Hans personbästa i höjdhopp är 2.07 och sattes i Växjö 2011. 
På Lag-SM i Göteborg vann Persson höjdhoppet och kom tvåa i tresteget bakom Jesper Hellström och Perssons prestation var en av de avgörande faktorerna till att hans klubb Örgryte IS vann tävlingen på herrsidan.
Vid SM i friidrott 2020 i Uppsala den 14 augusti hoppade han 15.76 i tresteg vilket räckte till en silvermedalj.